# Planctus
Un planctus és un poema elegíac medieval que es relaciona amb el plany trobadoresc. A diferència d'aquest, la majoria de plancti estaven escrits en llatí i versaven sobre la mort de personatges bíblics o algun rei, com un dels primers exemples: Planctus de obitu Karoli. Contenien abundants cites cultes i un ritme molt marcat que va ajudar que molts fossin musicats i gaudissin de versions diverses. Estaven destinats a un públic restringit, ja que van néixer com un exercici retòric. Una variant posterior són els planctus Mariae, on la Verge Maria es lamenta de la dissort del seu fill. Alguns dels textos més cèlebres es conserven al Codex Las Huelgas o a la correspondència de Pere Abelard.